# Volta a Llombardia 2003
La 97a edició de la Volta a Llombardia es disputà el 18 d'octubre de 2003. L'italià Michele Bartoli en fou el vencedor, repetint el triomf de l'any anterior.

## Classificació General
|    | Ciclista                       | Equip                  | Temps      |
| -- | ------------------------------ | ---------------------- | ---------- |
| 1  | Michele Bartoli                | Fassa Bortolo          | 6h 29' 41" |
| 2  | Angelo Lopeboselli             | Cofidis                | + 2"       |
| 3  | Dario Frigo                    | Fassa Bortolo          | + 1'35"    |
| 4  | Beat Zberg                     | Rabobank               | + 1'47"    |
| 5  | Miguel Ángel Martín Perdiguero | Domina Vacanze-Elitron | m. t.      |
| 6  | Cédric Vasseur                 | Cofidis                | m. t.      |
| 7  | Serhí Hontxar                  | De Nardi-Colpack       | m. t.      |
| 8  | Patrik Sinkewitz               | Quick Step-Davitamon   | m. t.      |
| 9  | Guido Trentin                  | Cofidis                | m. t.      |
| 10 | Michael Boogerd                | Rabobank               | m. t.      |